# Xiphophorus maculatus
Xiphophorus maculatus, conhecido popularmente como plati ou platy, é um peixe ósseo da ordem Cyprinodontiformes, família Poeciliidae com origem no México e Guatemala.
São peixes pequenos e dóceis que podem atingir de 4–7 cm (1,6–2,8 pol), e  existem em uma grande diversidade de cores como laranja, branco, preto, branco,azul e amarelo.
Este peixe tropical é muito procurado para a criação em aquário. O Xiphophorus maculatus se reproduz com muita facilidade.
Como se trata de um peixe ovovivíparo, a fêmea mantém os ovos em seu oviduto até o momento do nascimento, quando então os alevinos saem com cerca de três a quatro milímetros. A fêmea pode armazenar esperma do macho por bastante tempo, utilizando o mesmo para suas próximas gestações.
É um peixe predominantemente de água alcalina e pode viver cerca de 4 anos em cativeiro. Pode cruzar com outros poecilídeos como o espada ou o molinésia, gerando filhotes híbridos. Com relação aos poecilídeos, eles sempre convivem de forma harmoniosa em aquários, sendo ideais para aquários comunitários. Podemos dizer que o plati é uma das espécies de peixes ornamentais mais comuns nas lojas, pela sua popularidade e alta fertilidade.
Vive em águas de temperatura de 18°C a 28 °C.